# MacGyver (phim truyền hình 2016)
MacGyver (tựa tiếng Việt là Siêu đặc vụ MacGyver) là một bộ phim truyền hình hành động, phiêu lưu được phát triển bởi Peter M. Lenkov với sự tham gia của Lucas Till trong vai Angus MacGyver. Đây là tác phẩm khởi động lại của loạt phim truyền hình cùng tên được sáng tạo bởi Lee David Zlotoff phát sóng từ năm 1985 đến 1992 trên kênh ABC. Bộ phim công chiếu vào ngày 23 tháng 9 năm 2016 trên kênh truyền hình CBS.
Vào ngày 17 tháng 10 năm 2016, CBS quyết định công chiếu đầy đủ 21 tập trong phần đầu tiên.

## Nội dung phim
Angus "Mac" MacGyver là đặc vụ của một tổ chức ngầm trong chính phủ, nơi anh sử dụng tài năng phi thường của mình để giải quyết vấn đề và kiến thức sâu rộng của mình về khoa học để cứu sống nhiều người. Với kỹ năng mà chỉ được giới hạn bởi sự sáng tạo của mình, Mac giải quyết tình huống bằng cách sử dụng kẹp giấy thay vì súng ngắn, nến sinh nhật thay vì bom, và kẹo cao su thay vì súng.

## Diễn viên và nhân vật

### Chính
- Lucas Till trong vai Angus "Mac" MacGyver
- George Eads trong vai Jack Dalton
- Tristin Mays trong vai Riley Davis
- Justin Hires trong vai Wilt Bozer
- Sandrine Holt trong vai Patricia Thornton

### Định kỳ
- Tracy Spiridakos trong vai Nikki Carpenter
- Amy Acker trong vai Sarah Adler
- David Dastmalchian trong vai Murdoc
- Aina Dumlao trong vai Andie Lee

### Khách mời đặc biệt
- Daniel Dae Kim trong vai Chin Ho Kelly
- Grace Park trong vai Kono Kalakaua

## Danh sách tập
| TT. | Tiêu đề            | Đạo diễn          | Biên kịch                                                                     | Ngày phát hành gốc   | Người xem tại U.S. (triệu) |
| --- | ------------------ | ----------------- | ----------------------------------------------------------------------------- | -------------------- | -------------------------- |
| 1   | "The Rising"       | James Wan         | Cốt truyện : Peter M. Lenkov & Paul Downs Colaizzo Kịch bản : Peter M. Lenkov | 23 tháng 9 năm 2016  | 10.90                      |
| 2   | "Metal Saw"        | Jerry Levine      | Craig O'Neill                                                                 | 30 tháng 9 năm 2016  | 9.07                       |
| 3   | "Awl"              | Matt Earl Beesley | David Slack                                                                   | 7 tháng 10 năm 2016  | 8.09                       |
| 4   | "Wire Cutter"      | Joe Dante         | John Turman                                                                   | 14 tháng 10 năm 2016 | 7.44                       |
| 5   | "Toothpick"        | Bobby Roth        | Nancy Kiu                                                                     | 21 tháng 10 năm 2016 | 7.95                       |
| 6   | "Wrench"           | Alec Smight       | Brian Durkin                                                                  | 28 tháng 10 năm 2016 | 7.27                       |
| 7   | "Can Opener"       | Omar Madha        | Sean Hennen                                                                   | 4 tháng 11 năm 2016  | 7.59                       |
| 8   | "Corkscrew"        | Janice Cooke      | Lindsey Allen                                                                 | 11 tháng 11 năm 2016 | 7.65                       |
| 9   | "Chisel"           | Brad Tanenbaum    | Bret VandenBos and Brandon Willer                                             | 18 tháng 11 năm 2016 | 8.12                       |
| 10  | "Pliers"           | Lee Rose          | Brian Durkin                                                                  | 9 tháng 12 năm 2016  | 7.42                       |
| 11  | "Scissors"         | Stephen Herek     | Lindsay Allen and Nancy Kiu                                                   | 16 tháng 12 năm 2016 | 7.67                       |
| 12  | "Screwdriver"      | Craig Siebels     | Cốt truyện : Peter M. Lenkov Kịch bản : Craig O'Neill and David Slack         | 6 tháng 1 năm 2017   | 8.42                       |
| 13  | "Large Blade"      | Sylvain White     | Andrew Karlsruher                                                             | 13 tháng 1 năm 2017  | 7.64                       |
| 14  | "Fish Scaler"      | Eagle Egilsson    | Cốt truyện : John Turman Kịch bản : Craig O'Neill and David Slack             | 3 tháng 2 năm 2017   | 7.43                       |
| 15  | "Magnifying Glass" | Stephen Herek     | Brian Durkin                                                                  | 10 tháng 2 năm 2017  | 8.02                       |
| 16  | "Hook"             | Tawnia McKiernan  | Nancy Kiu                                                                     | 17 tháng 2 năm 2017  | 7.24                       |
| 17  | "Ruler"            | Antonio Negret    | Andrew Karlsruher                                                             | 24 tháng 2 năm 2017  | 6.93                       |
| 18  | "Flashlight"       | Jonathan Brown    | Lindsay Allen                                                                 | 10 tháng 3 năm 2017  | 7.73                       |
| 19  | "Untitled"         | TBA               | TBA                                                                           | 31 tháng 3 năm 2017  | TBD                        |
| 20  | "Hole Puncher"     | TBA               | TBA                                                                           | 7 tháng 4 năm 2017   | TBD                        |
| 21  | "Cigar Cutter"     | TBA               | TBA                                                                           | 14 tháng 4 năm 2017  | TBD                        |
| 22  | "TBA"              | TBA               | TBA                                                                           | 21 tháng 4 năm 2017  | TBD                        |